# بوبي غوردون
بوبي غوردون (بالإنجليزية: Bobby Gordon)‏ (5 سبتمبر 1923 في المملكة المتحدة - 2001 بإدنبرة في المملكة المتحدة) هو لاعب كرة قدم بريطاني (وحمل سابقاً جنسية المملكة المتحدة لبريطانيا العظمى وأيرلندا) في مركز مهاجم داخلي. لعب مع نادي كيلمارنوك ونادي ميلوول وArmadale Thistle F.C. ‏.